# 萊爾歇格山
47°34′9″N 12°21′5″E / 47.56917°N 12.35139°E

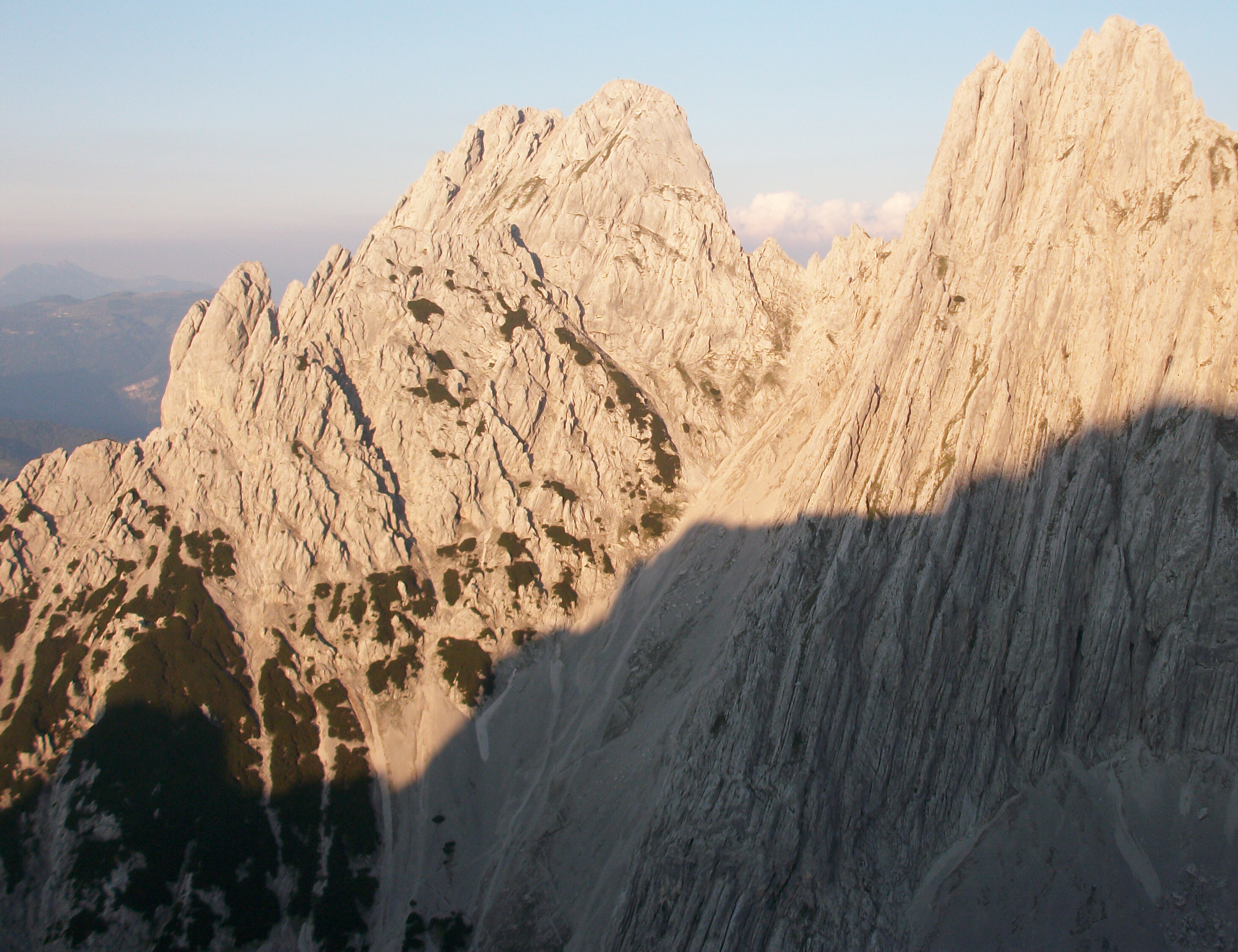

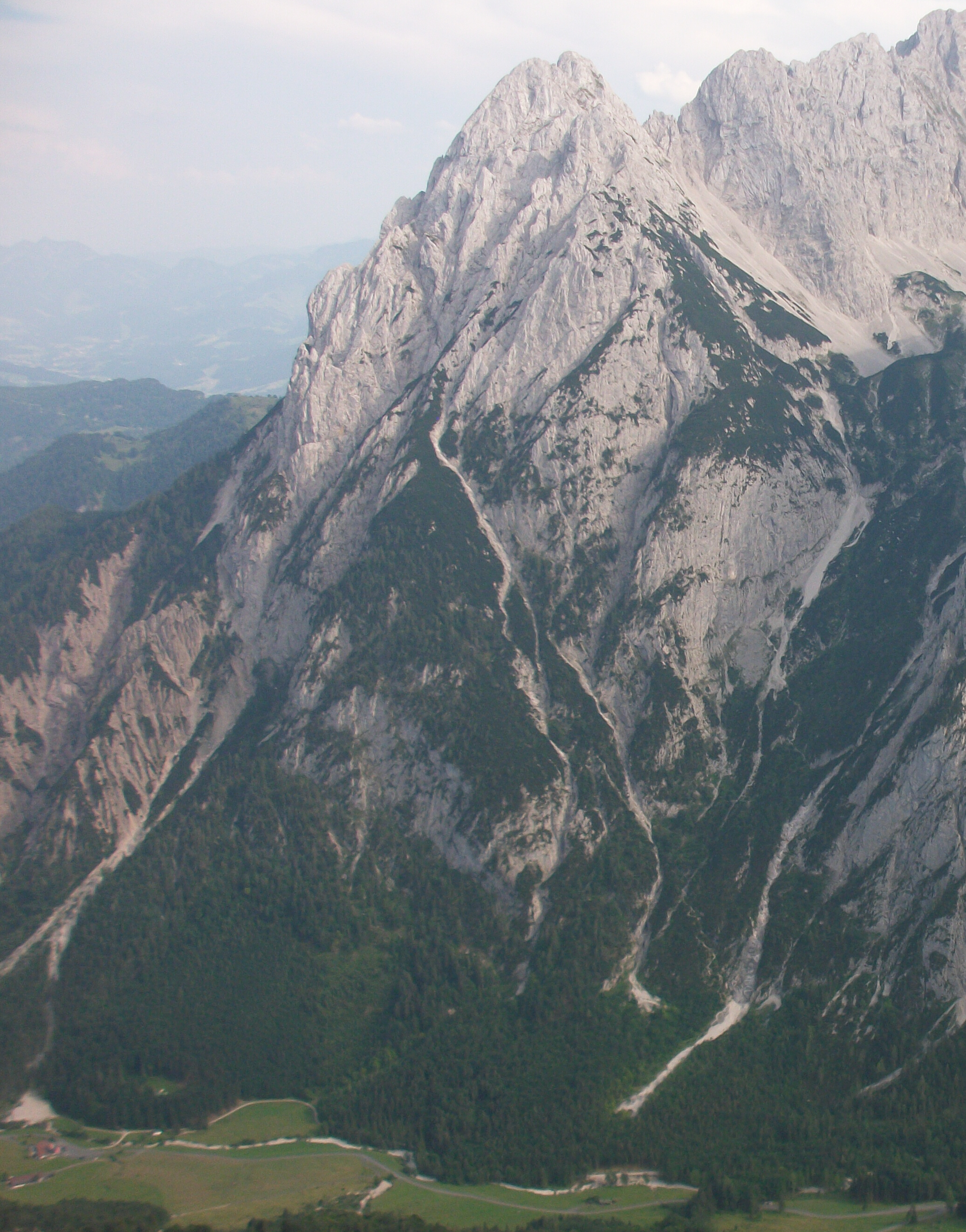

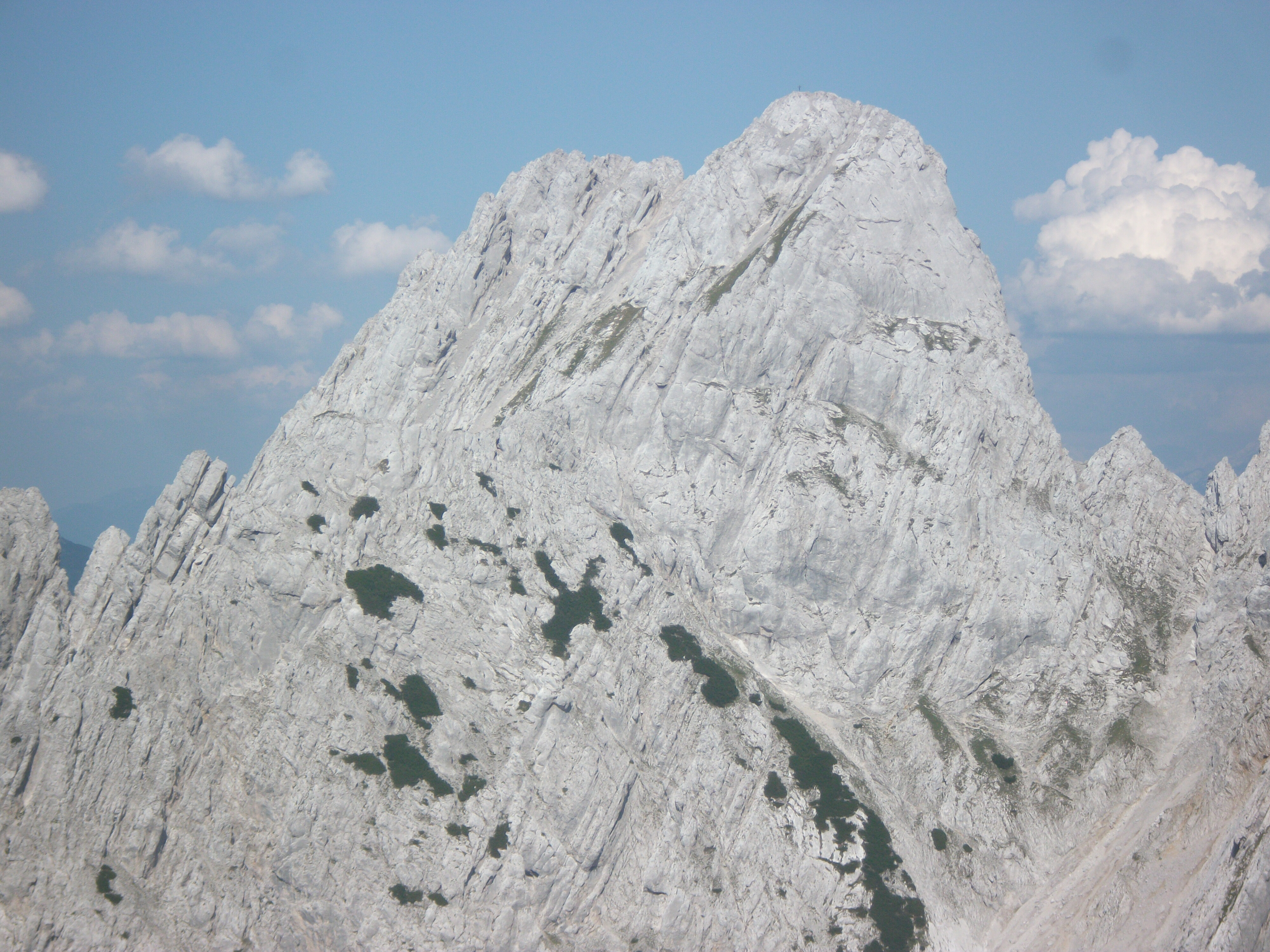

萊爾歇格山（德語：Lärchegg），是奧地利的山峰，位於該國西部，由蒂羅爾州負責管轄，屬於皇帝山脈的一部分，距離卡爾峰0.3公里，該山峰海拔高度2,123米。